# Долобичів (гміна)
Гміна Долобичів (пол. Gmina Dołhobyczów) — сільська гміна у східній Польщі. Належить до Грубешівського повіту Люблінського воєводства. Станом на 31 грудня 2011 у гміні проживало 5965 осіб.

## Площа
Згідно з даними за 2007 рік площа Долобичів становила 214.19 км², у тому числі:
- орні землі: 79.00 %
- ліси: 16.00 %

Таким чином, площа міста становить 16.87 % площі області.

## Населення
Станом на 31 грудня 2011:
| Опис     | Загалом | Загалом | Чоловіки | Чоловіки | Жінки | Жінки |
| -------- | ------- | ------- | -------- | -------- | ----- | ----- |
| одиниця  | осіб    | %       | осіб     | %        | осіб  | %     |
| все      | 5965    | 100     | 2960     | 49.62    | 3005  | 50.38 |
| міське   | 0       | 100     | 0        |          | 0     |       |
| сільське | 5965    | 100     | 2960     | 49.62    | 3005  | 50.38 |

## Населені пункти
До складу гміни входить близько 30 населених пунктів.

### Села
Ґміну Долобичів складають 26 сіл:
- Витків (Witków)
- Гонятин (Honiatyn)
- Городище (Horodyszcze)
- Горощице (Horoszczyce)
- Гільче (Hulcze)
- Ґолеб'є (Gołębie)
- Довжнів (Dłużniów)
- Долобичів (Dołhobyczów)
- Долгобичів-Колонія (Dołhobyczów-Kolonia);
- Жабче (Żabcze)
- Жнятин (Żniatyn)
- Зарека (Zaręka)
- Кадлубисько (Kadłubiska)
- Костяшин (Kościaszyn)
- Лівче (Liwcze)
- Ліски (Ліски)
- Миців (Myców)
- Вижлів (Wyżłów)
- Ощув (Oszczów)
- Подгайчикі (Podhajczyki);
- Переводів (Przewodów);
- Сетнікі (Setniki)
- Секежиньце (Siekierzyńce)
- Сулимів (Sulimów)
- Усьмєж (Uśmierz)
- Хлопятин (Chłopiatyn)
- Хохлів (Chochłów)

### Інші поселення
До гміни Долобичів належать ще 14 поселень:
- Бялисток (Białystok);
- Долгобичів-Колонія (Dołhobyczów-Kolonia (kolonia);
- Гульче (Hulcze (osada));
- Корчунек (Korczunek);
- Ліпіна (Lipina);
- Лівче (Liwcze (osada));
- Майдан (Majdan);
- Молчани (Mołczany);
- Мицув (Myców (osada));
- Ощув-Колонія (Oszczów-Kolonia);
- Переводів (Przewodów (osada));
- Сулімув-Колонія (Kolonia Sulimów);
- Вулька Потужинська (Wólka Poturzyńska);
- Вінніки (Winniki)

## Історія
За переписом 1921 р. гміна була у складі Грубешівського повіту Люблінського воєводства Польської республіки, нарахували 5971 жителя, з них 3207 православних, 30 греко-католиків, 2500 римо-католиків (латинників і поляків) і 234 юдеї.

## Відомі люди
- Лукасевич Мар'ян Прокопович командир куреня УПА «Вовки», командир 28-го Холмського тактичного відтинку «Данилів», майор УПА (посмертно). Загинув у селі Жнятин цієї гміни.

## Сусідні гміни
Гміна Долобичів межує з такими гмінами: Мірче, Телятин, Ульгівок. Також межує з Україною.